# Duguetia quitarensis
Duguetia quitarensis är en kirimojaväxtart som beskrevs av George Bentham. Duguetia quitarensis ingår i släktet Duguetia och familjen kirimojaväxter. Inga underarter finns listade i Catalogue of Life.

## Bildgalleri

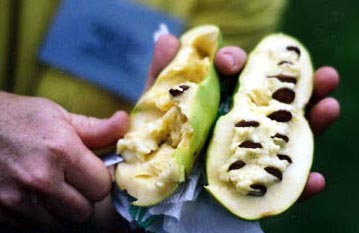
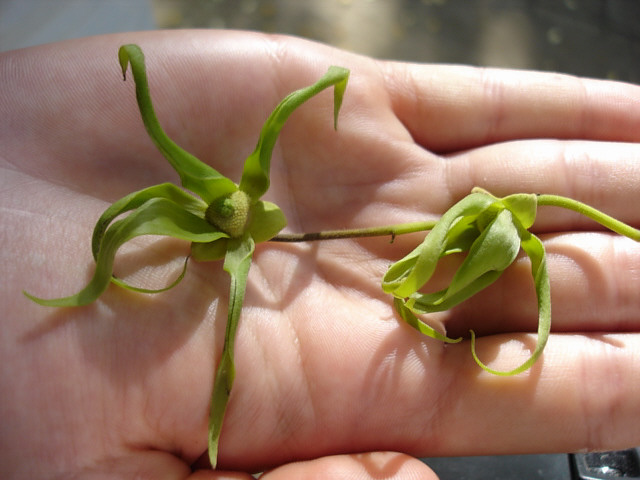